# Прапор Бичківців
Прапор Бичківців — офіційний символ села Бичківці, Чортківського району Тернопільської області, затверджений 4 вересня 2023 року рішенням сесії Чортківської міської ради.
Автори — А. Гречило та О. Лісниченко.

## Опис
Квадратне синє полотнище, з нижнього краю до середини якого йде заокруглене жовте поле, з вершини якого виходить білий постамент із 4-раменним хрестом із конюшиноподібними завершеннями, а під ним стоїть чорний бик із повернутою анфас головою та білими рогами і копитами.

## Зміст
Зображення бика є номінальним символом і вказує на назву поселення, а також на пов'язані з цим промисли годівлі бичків. Хрест на пагорбі підкреслює високу духовність мешканців та означає збережені тут придорожні хрести.